# Dixa frizzii
Dixa frizzii är en tvåvingeart som först beskrevs av Contini 1965.  Dixa frizzii ingår i släktet Dixa och familjen u-myggor.
Artens utbredningsområde är Italien. Inga underarter finns listade i Catalogue of Life.